# فيكتور بيتسوركا
فيكتور بيتسوركا (بالرومانية: Victor Pițurcă)‏ (بالرومانية: Victor Pițurcă)، نطق روماني: ‎[ˈviktor piˈt͡surkə]‏؛ مواليد 8 مايو 1956 في أورودل، مقاطعة دولي) هو لاعب كرة قدم روماني سابق، وكان يلعب في خط الهجوم، وقد درب نادي الاتحاد السعودي، وقد فاز بيتسوركا في دوري أبطال أوروبا مع نادي ستيوا بوخارست في عام 1986.

## مسيرته الكروية
بدأ بيتسوركا في لعب الكرة في موسم 1974–75 مع نادي دينامو ستالينا، وبعدها انتقل إلى نادي يونيفرسيتاتي كرايوفا، وليلعب أولى مبارياته مع الفريق نوفمبر 1975، ولكنه بسبب عدم لعبه كثيرا مع كرايوفا، انتقل في عام 1977 إلى نادي باندوري تارغو ييو في موسم 1977–78، وفي موسم 1978–79، لعب مع نادي دروبيتا تورنو سيفيرين، وفي عام 1979 انتقل إلى نادي أولت سكورنيكيستي، ولعب معهم حتى عام 1983، وشارك خلال هذه الفترة في 98 مباراة وسجل 28 هدف.
وانتقل في عام 1983 إلى نادي ستيوا بوخارست حيث ساعد الفريق على الوصول إلى القمة الأوروبية، حيث فازوا في دوري أبطال أوروبا 1986 على نادي برشلونة الإسباني، وكأس السوبر الأوروبي في عام 1987، حيث وصلوا إلى النهائي مرة أخرى في عام 1989 وإلى الدور نصف النهائي بعد بضعة سنوات، وقد فاز بيتسوركا بلقب الدوري الروماني خمسة مرات وكأس رومانيا أربعة مرات، وفي موسم 1987–88 أصبح هدافا للدوري الروماني وفاز بالحذاء البرونزي، وفي عام 1989 ترك بيتسوركا الفريق، بعد أن لعب له 175 مباراة وسجل 165 هدف.
وفي موسم 1989–90 انتقل إلى نادي ريسنغ كلوب دي لينس وشارك معهم في 28 مباراة وسجل 4 أهداف.
و بالرغم من مسيرته الكروية الطيبة، إلا أنه لعب 13 مباراة مع منتخب رومانيا لكرة القدم وسجل 6 أهداف فقط.

## مسيرته التدريبية
بعد أن أعتزل كرة القدم توجه بيتسوركا إلى التدريب في موسم 1991–92، وأصبح مساعداً لمدرب ستيوا بوخارست في ذلك الموسم، وفي موسم 1994–1995 أصبح مدربا لنادي يونيفرسيتاتي كرايوفا، وفي عام 1996 قام بتدريب منتخب رومانيا تحت 21 سنة لكرة القدم، وقادهم إلى التأهل إلى بطولة أوروبا تحت 21 سنة لكرة القدم، وبعد بطولة كأس العالم لكرة القدم 1998، تم إسناد مهمة قيادة منتخب رومانيا لكرة القدم له وساعدهم على التأهل إلى بطولة أمم أوروبا لكرة القدم 2000، ولكنه أقيل من تدريب منتخب رومانيا لكرة القدم قبل بطولة أمم أوروبا لأنه تشاجر مع جورجي هاجي وجورجي بوبسكو.
و في ديسمبر 1999 قام بتدريب نادي ستيوا بوخارست، وقام بقيادتهم للفوز في الدوري الروماني في عام 2001، ولكن في عام 2004 قدم استقالته لخلافاته مع مدير الفريق، وفي ديسمبر 2004 تولى تدريب منتخب رومانيا لكرة القدم حتى عام 2009. وفي 2014 انتقل لتدريب نادي الاتحاد السعودي لمدة عامين ونصف بقيمة 4 ملايين يورو ثم أقيل من نادي الاتحاد وخلفه المدرب التشيلي خوسيه لويس سييرا.

## روابط خارجية
- فيكتور بيتسوركا على موقع الاتحاد الدولي (مؤرشف)  (الإنجليزية)
- فيكتور بيتسوركا على موقع الاتحاد الأوربي (الإنجليزية)
- فيكتور بيتسوركا على موقع قاعدة بيانات كرة القدم.إي يو (الإنجليزية)
- فيكتور بيتسوركا على موقع ناشيونال فوتبول تيمز (الإنجليزية)
- فيكتور بيتسوركا على موقع عالم كرة القدم.نت (الإنجليزية)